# Lilatorkú csörgőmadár
A lilatorkú csörgőmadár (Eurystomus glaucurus) a madarak osztályának szalakótaalakúak (Coraciiformes) rendjébe és a szalakótafélék (Coraciidae) családjába tartozó faj.

## Rendszerezése
A fajt Philipp Ludwig Statius Müller német ornitológus írta le 1776-ban, a Coracias nembe Coracias glaucurus néven.

## Alfajai
- Eurystomus glaucurus afer – Szengáltól Szudán keleti részéig honos. Háta barna, evezőtollai inkább zöldeskék színűek.
- Eurystomus glaucurus aethiopicus – Elterjedési területe Szudánban határos az E. g. afer alfajjal, míg délen Uganda és Kenya területén az E. g. suahelicus alfajjal. Ezeken kívül Etiópiában is honos. Hasonlít az E. g. afer alfajra, csak valamivel nagyobb, és némileg világosabb.
- Eurystomus glaucurus suahelicus – elterjedési területe északon határos az E. g. afer és az E. g. aethiopicus alfajokkal, de azoktól sokkal délebbre is elfordul, egészen Angola és a Dél-afrikai Köztársaság északi részéig. Rozsdabarna testrészei a legvilágosabb az összes alfaj közül. Evezőtollai kékek.
- Eurystomus glaucurus glaucurus – Az alapfaj Madagaszkár szigetén költ és telelni Kelet-Afrika vidékére vonul. A legnagyobb alfaj, szárnyevezőtollai sötét kékek.

## Előfordulása
A trópusi Afrika és Madagaszkár területén honos. A kontinensen Szenegáltól Szudán keleti részéig, déli irányban egészen Angola déli részéig és a Dél-afrikai Köztársaság északi részéig honos.
Esőerdőkben a folyók mentén és tisztásokon, valamint a fás szavannán, erdős dombokon és olyan mezőgazdasági vidékeken is előfordul, ahol szórványosan fák vannak. Mivel elsősorban fákon élő faj, csak ott tud megtelepedni, ahol fák vannak, mivel azokon ülve várakozik rovarzsákmányra lesve és azokon építi fészkét is. Elsősorban ott telepszik meg, ahol állandó víznyerőhely van a közelben. Vonuló faj.

## Megjelenése
Testhossza 29 centiméter,  testtömege 84–164 gramm. Testének java része és feje gesztenyebarna színű, míg melle ibolyakék. Szárnyevezőtollai sötétbarnák. Farkának alsó fele világoskék, míg a tollak vége fekete.
Rövid, erős csőre sárga.

## Életmódja
Rovarokkal táplálkozik.

## Szaporodása
Fészekalja 2-3 tojásból áll.

## Természetvédelmi helyzete
Az elterjedési területe rendkívül nagy, egyedszáma pedig stabil. A Természetvédelmi Világszövetség Vörös listáján nem veszélyeztetett fajként szerepel.